# Midway (Metro de Chicago)
Midway es una estación terminal de la línea Naranja del Metro de Chicago. La estación se encuentra localizada en 4612 West 59th Street en Chicago, Illinois. La estación Midway fue inaugurada el 31 de octubre de 1993.  La Autoridad de Tránsito de Chicago es la encargada por el mantenimiento y administración de la estación. La estación sirve al Aeropuerto Internacional Midway.

## Descripción
La estación Midway cuenta con 1 plataforma central y 1 plataforma lateral y 3 vías. La estación también cuenta con 299 de espacios de aparcamiento.

## Conexiones
La estación es abastecida por las siguientes conexiones: 
CTA
- #47 47th
- #54B South Cicero
- #55 Garfield
- #55A 55th/Austin
- #55N 55th/Narragansett
- #59 59th/61st
- #62H Archer/Harlem
- #N62 Archer (Owl Service)
- #63 63rd (Owl Service)
- #63W West 63rd
- #165 West 65th

Pace
- #379 Midway-Orland Square
- #382 Central/Clearing
- #383 South Cicero
- #384 Narragansett-Ridgeland
- #385 87th/111th/127th
- #386 South Harlem
- #387 Toyota Park Express
- #390 Midway CTA Station-United Parcel Service